# EC Ratingen
EC Ratingen (celým názvem: Eishockeyclub Ratingen) byl německý klub ledního hokeje, který sídlil ve městě Ratingen ve spolkové zemi Severní Porýní-Vestfálsko. Založen byl v roce 1977. Zanikl v roce 1997 po přesunu do Oberhausenu. Největším úspěchem klubu byla celkem pětiletá účast v německé nejvyšší soutěži ledního hokeje. Klubové barvy byly červená, bílá a černá.
Své domácí zápasy odehrával v Eissporthalle am Sandbach s kapacitou 3 800 diváků.

## Přehled ligové účasti
Zdroj:
- 1981–1982: Eishockey-Landesliga Nordrhein-Westfalen (6. ligová úroveň v Německu)
- 1982–1984: Eishockey-NRW-Liga (5. ligová úroveň v Německu)
- 1984–1985: Eishockey-Regionalliga West (4. ligová úroveň v Německu)
- 1985–1987: Eishockey-Oberliga Nord (3. ligová úroveň v Německu)
- 1987–1992: 2. Eishockey-Bundesliga (2. ligová úroveň v Německu)
- 1992–1994: Eishockey-Bundesliga (1. ligová úroveň v Německu)
- 1994–1997: Deutsche Eishockey Liga (1. ligová úroveň v Německu)